# Aeroportul Miskolc
Aeroportul Miskolc (IATA: MCQ, ICAO: LHMC) este un aeroport din Borsod-Abaúj-Zemplén, Ungaria ce deservește zona Miskolc. A fost deschis în 1931 și numit după zona deservită.
Situat la o altitudine de 119 m, aeroportul dispune de o singură pistă.